# František Slabý
František Slabý, křtěný František Sarafinský (15. dubna 1863 v Sazené – 22. června 1919 v Sazené) byl český akademický malíř a knižní ilustrátor, žák profesora Maxmiliána Pirnera na pražské Akademii výtvarných umění.

## Život
František Slabý se narodil ve vsi Sazená v rodině rolníka Václava Slabého a jeho ženy Kateřiny rodem Kučerové, dcery tesaře z Vodolky. Dle Prokopa Tomana studoval u profesora Maxmiliána Pirnera na malířské akademii v Praze a dále na akademii v Krakově. Přesné období studia není však známé. Pravděpodobně ukončil studium společně s Vilémem Trskem v roce 1890.
Byl členem Výtvarného odboru Umělecké besedy. Společně s K. V. Maškem a Vilémem Trskem tvořil Komitét pro Vánoční výstavu Umělecké besedy již v roce 1889, kde vystavuje vesnické motivy (Světozor, 29. 11. 1889). V r. 1891 je zvolen za člena výboru Výtvarného odboru Umělecké besedy. Ve stejném roce se podílí na vydání členské prémie sbírky básní Kytice K. J. Erbena ilustracemi básní Kytice a Vrba (Světozor, 18. 4. 1891). Na Zemské jubilejní výstavě v Praze 1891 získal za vystavené obrazy U potoka a V máku (reprodukováno ve Zlaté Praze) peněžité ocenění. Žánrový obraz dvou mladých hochů s názvem U potoka (1890) zakoupila Národní galerie v Praze jako novou akvizici pro sbírku 19. století v r. 2021.
V r. 1892 Zlatá Praha vydává jako členskou prémii Čtvero ročních dob, podkladem chromotypie jsou akvarely Františka Slabého "Jaro" setbou, "Léto" sklizní, "Podzim" pastvou a "Zima" jízdou na sáňkách (Zlatá Praha, 16. 12. 1892).
Z Umělecké besedy vystupuje a stává se jedním ze zakládajících členů Jednoty umělců výtvarných v roce 1898. Vystavuje rovněž s Krasoumnou jednotou v Rudolfinu, kde v r. 1892 měl možnost představit Odpočinek na poli (reprodukováno ve Zlaté Praze). K. M. Čapek-Chod ve Světozoru (20. 5. 1892) píše podrobný rozbor tohoto obrazu a zdůrazňuje technickou vyspělost autora. V r. 1894 se účastní Národopisné výstavy okresu Slánského společně s Jos. Holubem, Jar. Věšínem a Vikt. Olivou. Jeho obraz Na rybníce (1899) zakoupil císař František Josef. Na Pařížské světové výstavě v roce 1900 byl oceněn "čestnou zmínkou". V roce 1908 na Jubilejní výstavě Krasoumné jednoty v Rudolfinu vystavil monumentální obraz Na panském (reprodukováno Český svět, 3. 7. 1908), téma roboty s horou Říp v pozadí.
Obrazy Františka Slabého byly po celý jeho život pravidelně reprodukovány ve Zlaté Praze, Světozoru, Českém světě a v Besedě lidu. Zlatá Praha publikuje jeho kresby Útěk do Egypta, Nová zástěra, Ve žních a Za školou již v roce 1888. V následujícím roce 1889 obraz – žánr s názvem Idyla. Světozor ve stejném roce kresby Fialky a Neberou a obraz Na pastvě. Slabého obraz Vlčí máky byl první barevnou reprodukcí publikovanou ve Zlaté Praze (v roce 1899).
František Slabý žil v „ústraní“ ve své rodné obci Sazené. Není dohledatelná žádná informace o jeho souborné výstavě. Dle "Průvodce obrazárnou v Domě umělců" z r. 1913 měl v Rudolfinu ve stálé expozici vystaveny tři obrazy Příznivý okamžik (1897), Před jarem (1898) a Ráno. Tyto obrazy byly vystaveny i v r. 1933 na Výstavě zakladatelů Jednoty umělců výtvarných v Praze, která byla uspořádána v Obecním domě. Největším obrazem v umělcově tvorbě je z větší části dochovaná divadelní opona (170 x 325 cm, datováno rokem 1908) vytvořená pro místní ochotnický divadelní spolek, na které je zobrazeno panoráma obce Sazené.
František Slabý zemřel v Sazené dne 22. června 1919. Zlatá Praha 2. července 1919 publikovala krátký nekrolog (Mck) se závěrem:
Jeho dílo je beznáročné, ale milé, je genristou přírody a jeho akvarely Čtyř ročních dob pro nakl. Ottovo nalezly hojně milovníků.
Závěr nekrologu, Zlatá Praha 2. července 1919
Pohřben byl na chržínském hřbitově sv. Klementa, kde je pochována rovněž jeho manželka Anna Slabá, roz. Kučerová (1862-1925).

## Dílo
František Slabý byl ve své době nejčastěji posuzován v kontextu díla jeho spolužáků Vojtěcha Bartoňka a Viléma Trska. Byl malířem vesnického žánru i bytostným krajinářem, blízký generačním druhům z krajinářské školy Julia Mařáka. Inspirací mu bylo okolí obce Sazené a Bakovský potok, který s oblibou zobrazoval v podzimních a zimních měsících. K příležitosti vydání první barevné reprodukce ve Zlaté Praze (8. 12. 1899), kterou byly Slabého Vlčí máky, je výstižně podána charakteristika jeho přístupu:
František Slabý je realista, vérista, kterému je pravda zajímavou a vždy krásnou. Nemění na ní ničeho a hledí ji obsáhnout celou, ve velkém pohledu i v každém detailu. Žije venku, v české vsi, docela uprostřed svých modelů a s nimi. Co chce malovat má stále před sebou; vyjde si jenom do polí nebo do borků, k rybníkům nebo struhám, a v zimě v létě nalézá tam plno obrazů.
Charakteristika díla, Zlatá Praha ze dne 8. 12. 1899
K. M. Čapek-Chod ve Světozoru (30. 12. 1898) porovnává tvorbu Fr. Slabého a V. Trska:
Slabý má ještě na výstavě barvami planoucí krajinu, V červnu nazvanou, na níž převládá virtuosně studované popředí s květenou máku a podběle. Jak brilantně tu naloženo s makovým tónem a jak vyloženo celé to blízké herbárium, aniž by malíř upadl v ostrovidnou subtilnost, ...
K. M. Čapek-Chod, Porovnání tvorby, Světozor ze dne 30. 12. 1898
Kladně hodnotí i jeho obraz Zimní podvečer (Světozor, 28. 1. 1898):
Ten sněhový příkrov je i při svém vzniku mezi stromy pozadí tak nekonečný, že se zdá jako by obaloval celou zemi, a to šero tak těžce zvolna na zem a stromy padá, jako kdyby měla nastati noc, z níž není probuzení a ve které staré vrby navždy mají podržeti svou strnulou fysiognomii.
O obrazu Zimní podvečer, Světozor ze dne 28. 1. 1898
František Slabý byl vyhledávaným ilustrátorem krásné literatury zejména u nakladatelství I. L. Kobery, J. Otty a J. R. Vilímka. Spolu s dalšími umělci se podílel na ilustrování sebraných spisů Boženy Němcové (např. Pohorská vesnice, Chýše pod horami, Národní báchorky, Obrázek vesnický a Babička). Rovněž se podílel na ilustrování básnických sbírek Kytice K. J. Erbena, Máj K. H. Máchy, Písně Závišovy J. Červenky a Večerní písně V. Hálka. Samostatně pak ilustroval např. knihy povídek Z bratrských vlastí od J. D. Konráda a Mžikové fotografie a figurky od F. Schulze. Podílel se rovněž na doprovodných ilustracích v dobových časopisech, např. Květy mládeže.

### Zastoupení ve sbírkách
- Národní galerie v Praze, např. obrazy Příznivý okamžik (1897) a U potoka (1890)
- Belvedere, Wien, obraz Der Teich (Rybník, 1899)
- Památník národního písemnictví, soubor ilustrací
- Obecní úřad Sazená (zámek Sazená), divadelní opona z roku 1908

## Galerie

Ukázky z díla
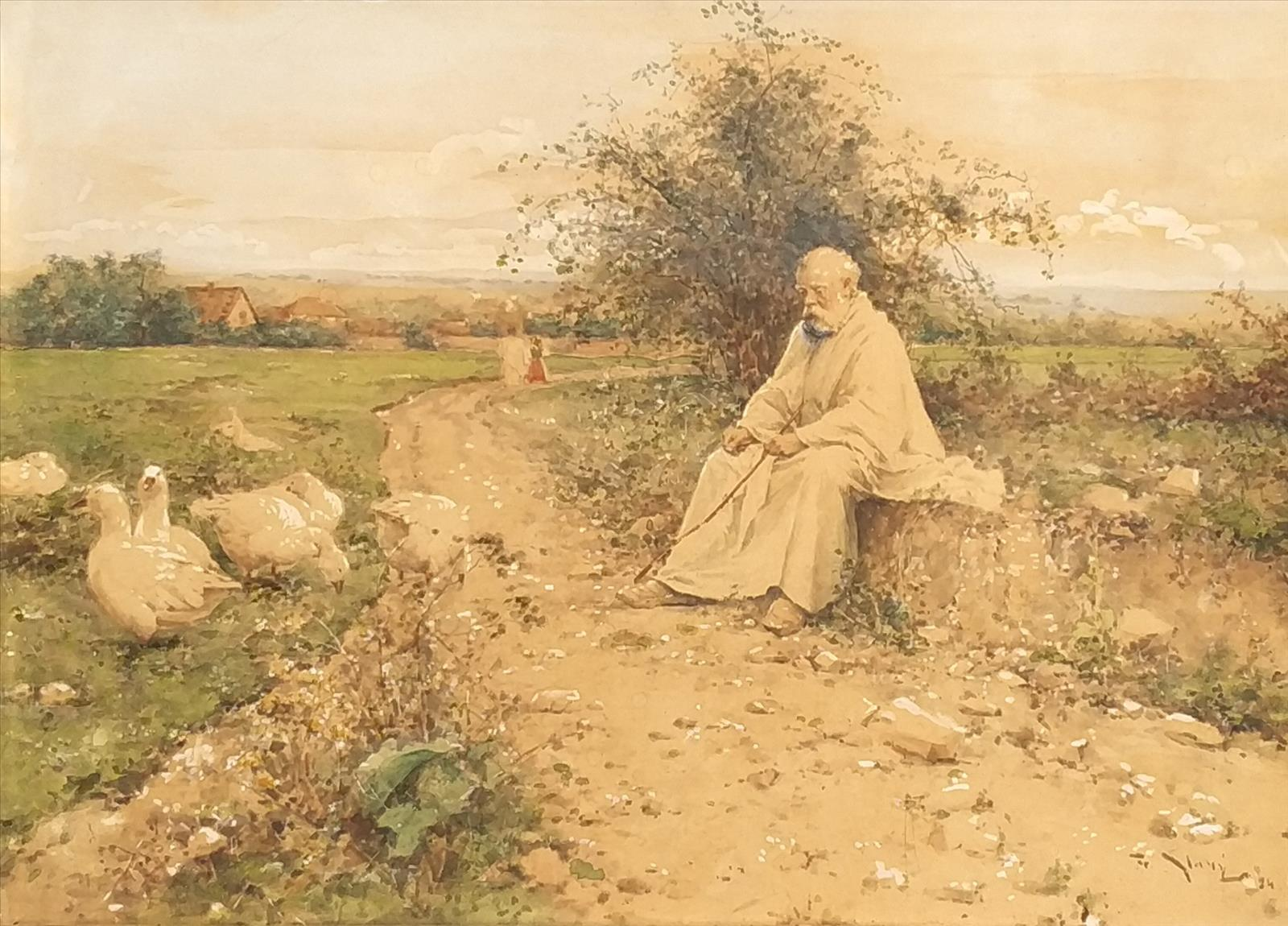
František Slabý Sv. Petr pasákem (studie, 1894)
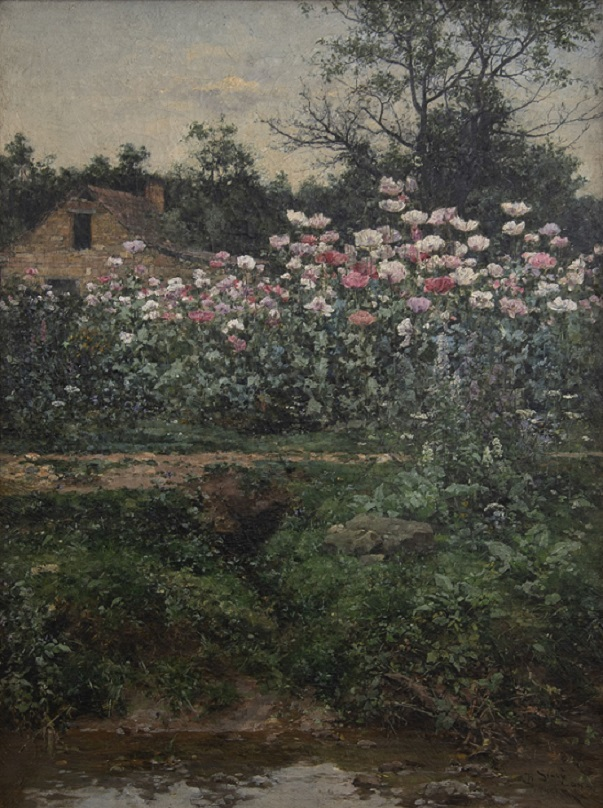
František Slabý U Bakovského potoka (1894)
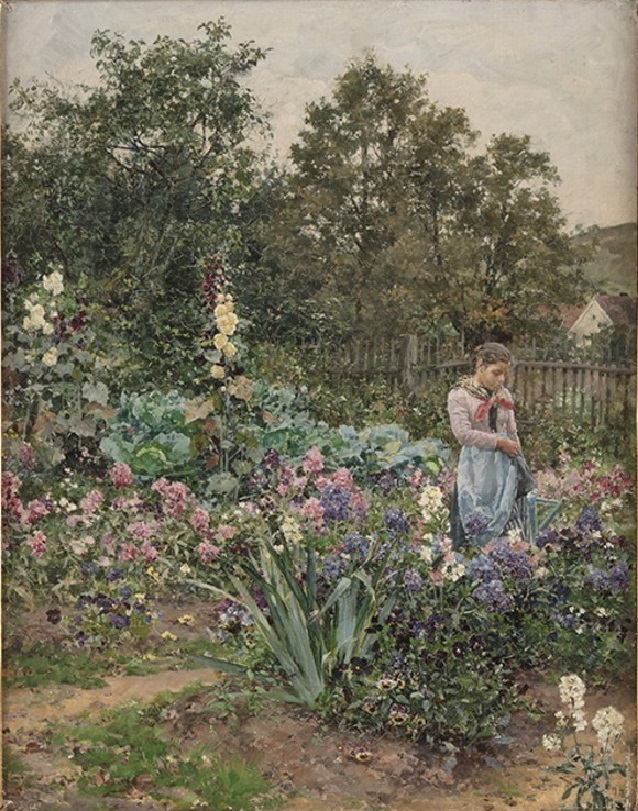
František Slabý Zahradnice
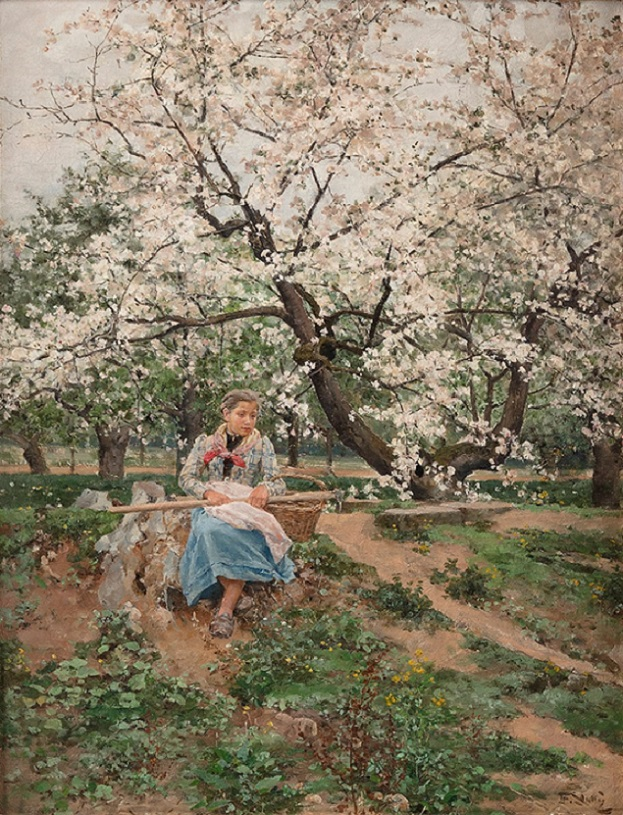
František Slabý Dívka v sadu
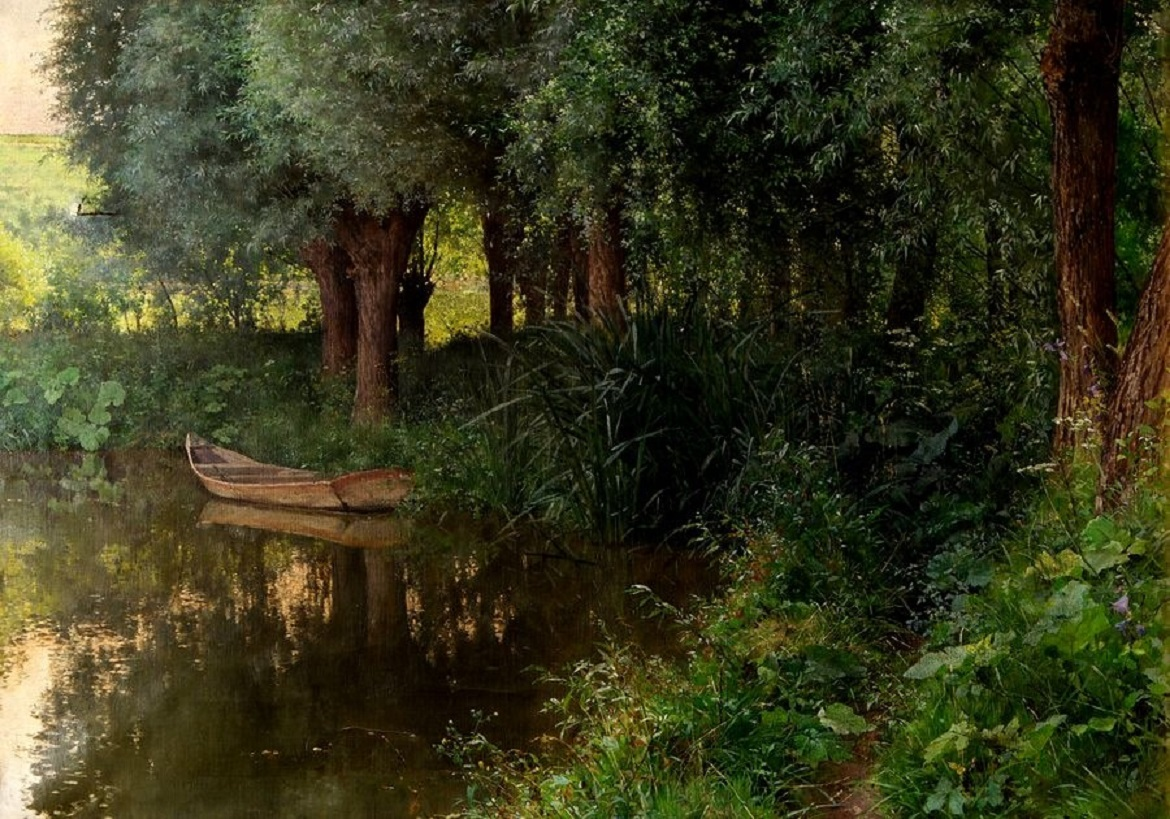
František Slabý Rybník (1899)
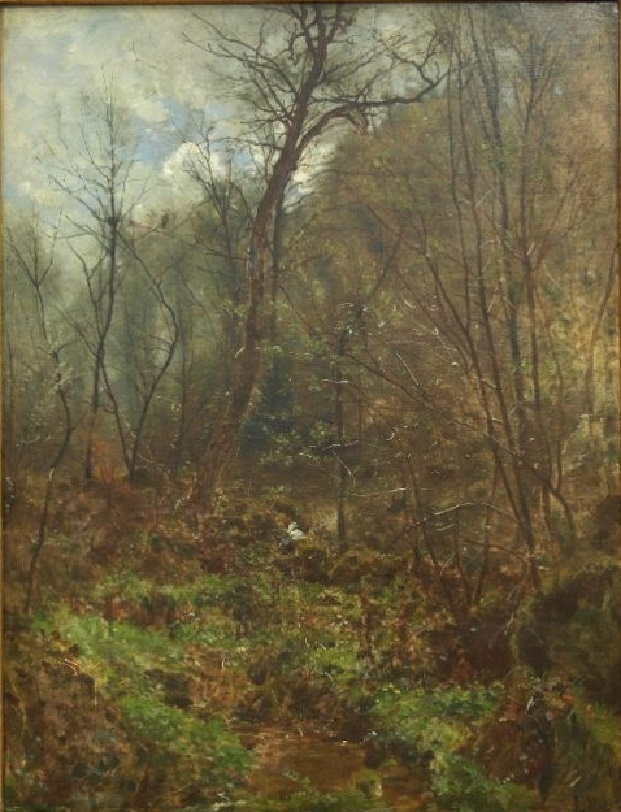
František Slabý Nad tůňkou
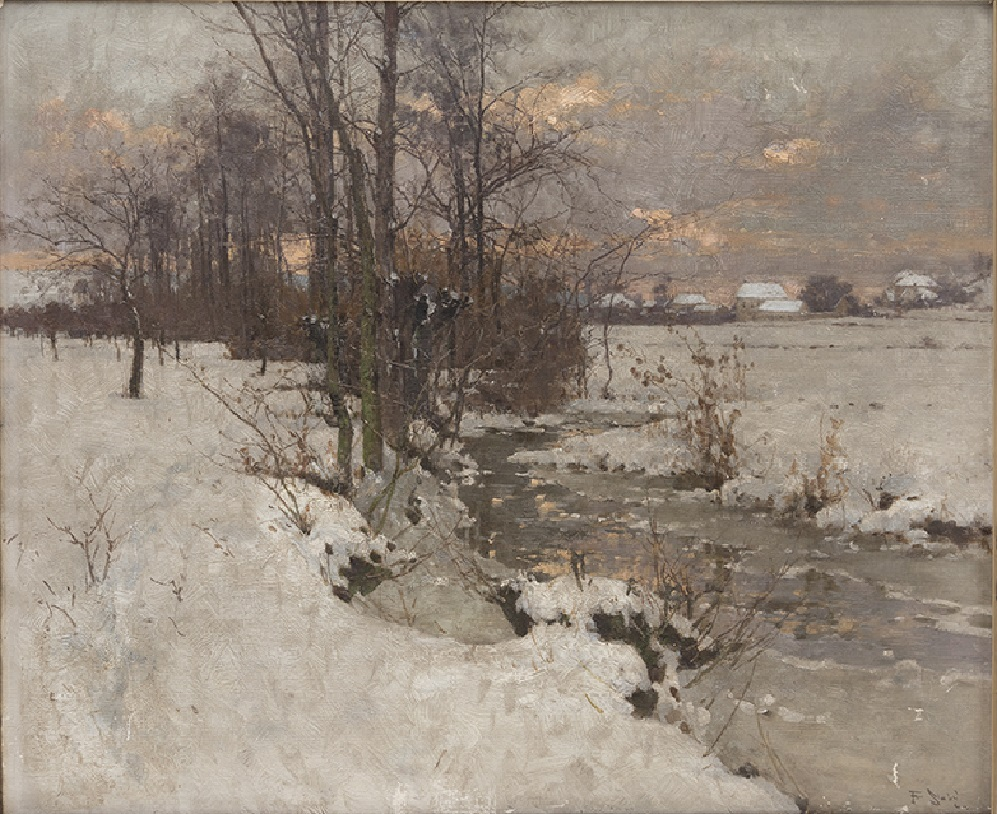
František Slabý Krajina s potokem
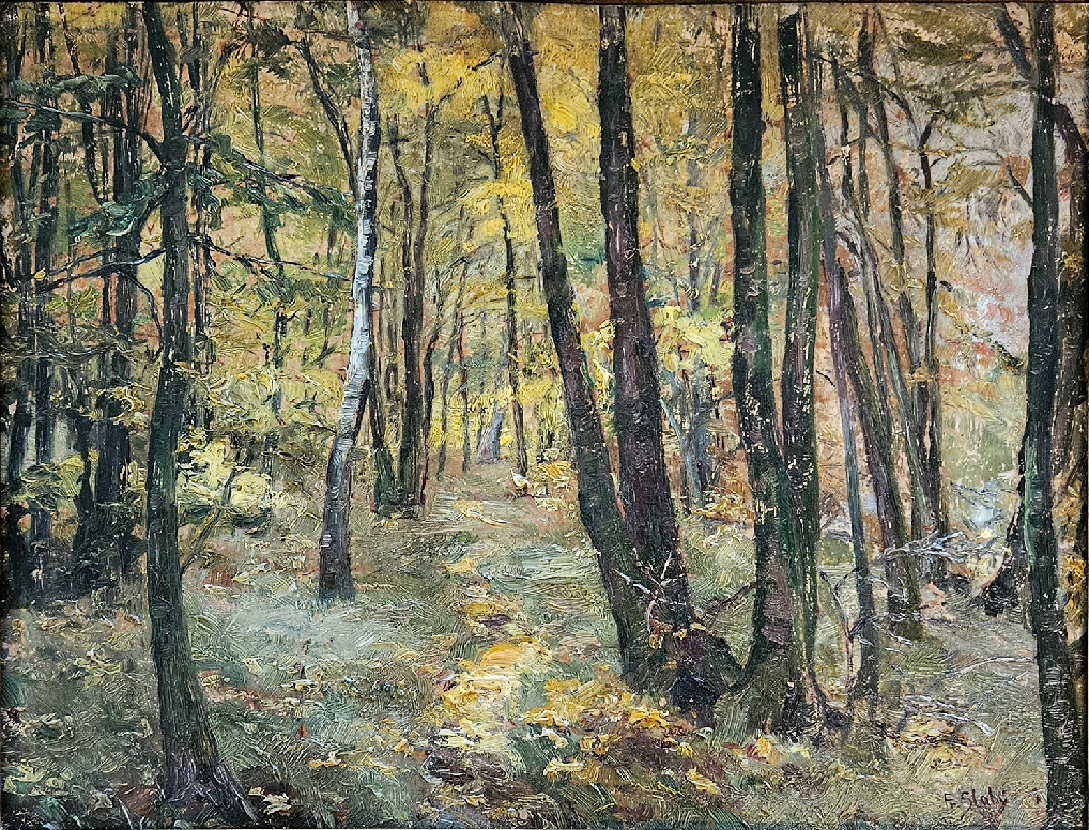
František Slabý Interiér lesa
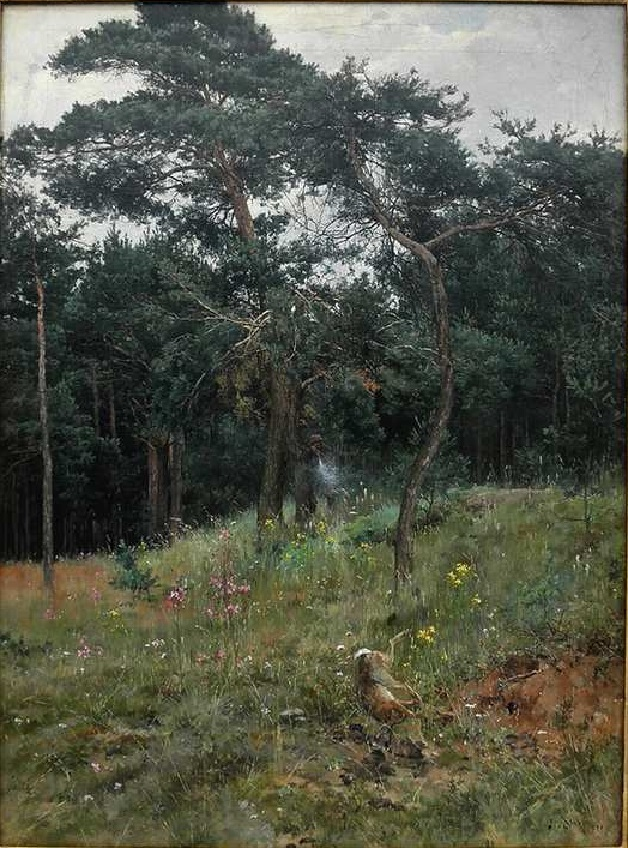
František Slabý Šťastná rána (1900)
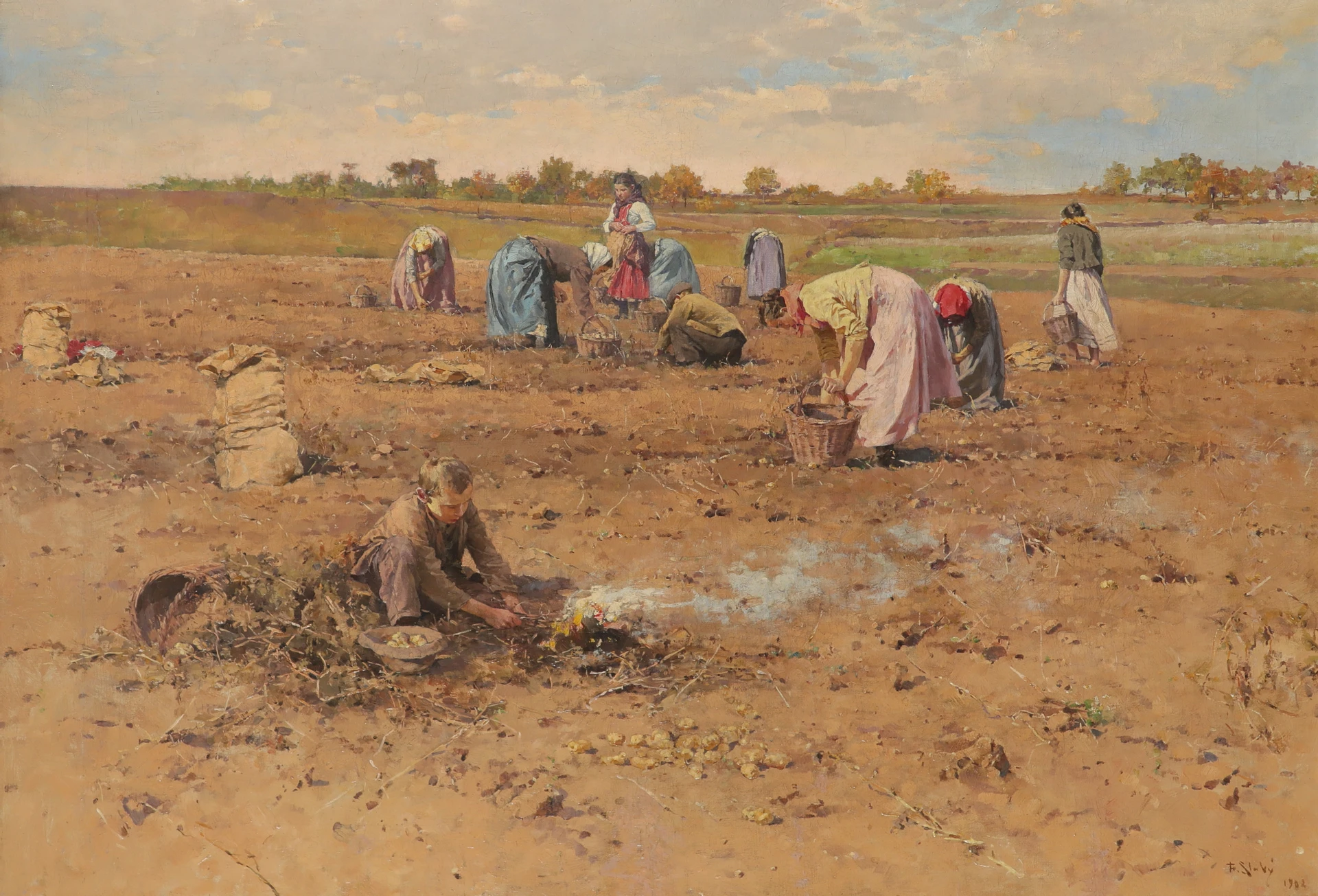
František Slabý Vybírání brambor (1902)
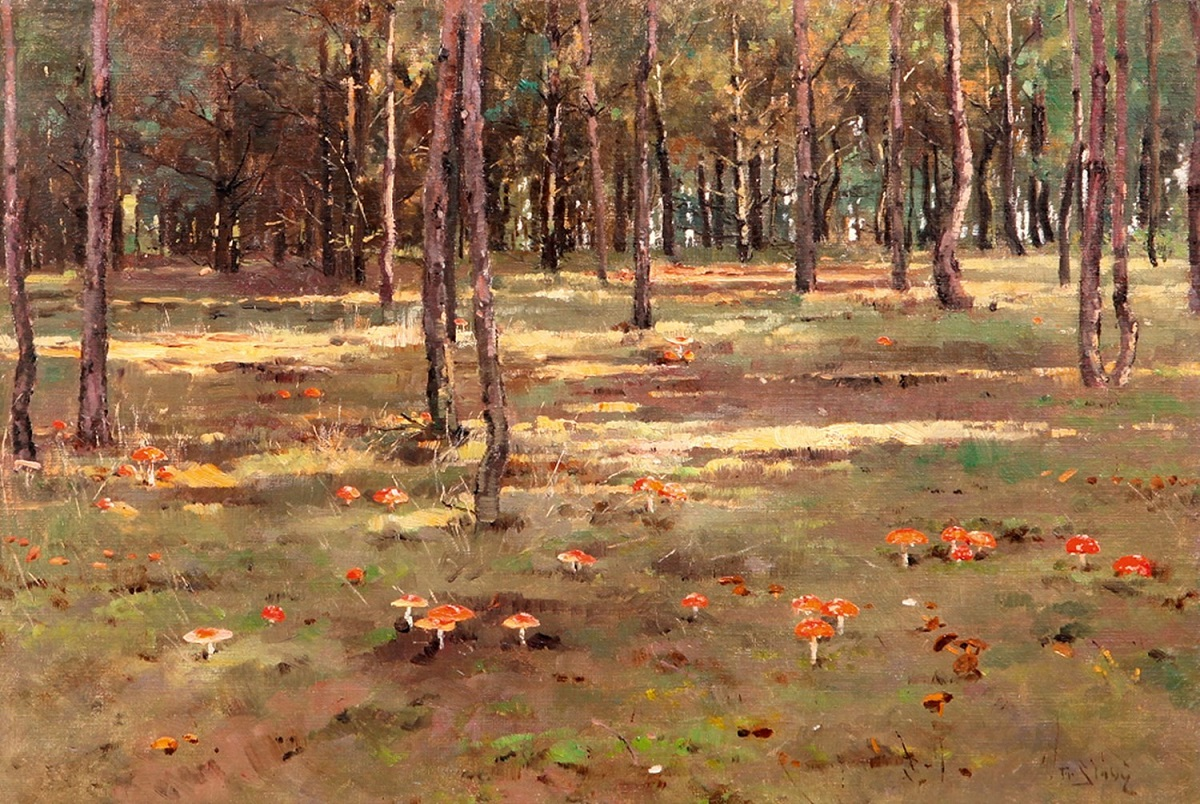
František Slabý Mochomůrky
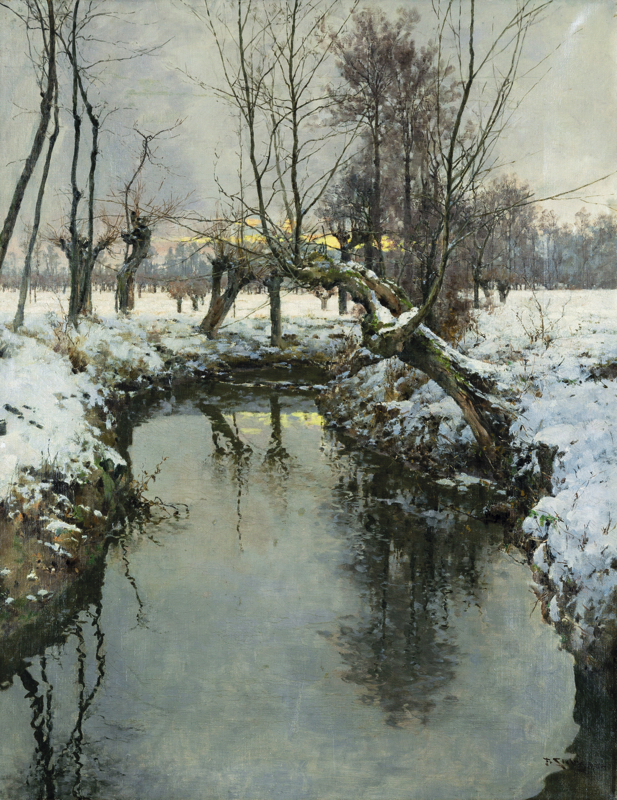
František Slabý Podvečer na potoce (1904)
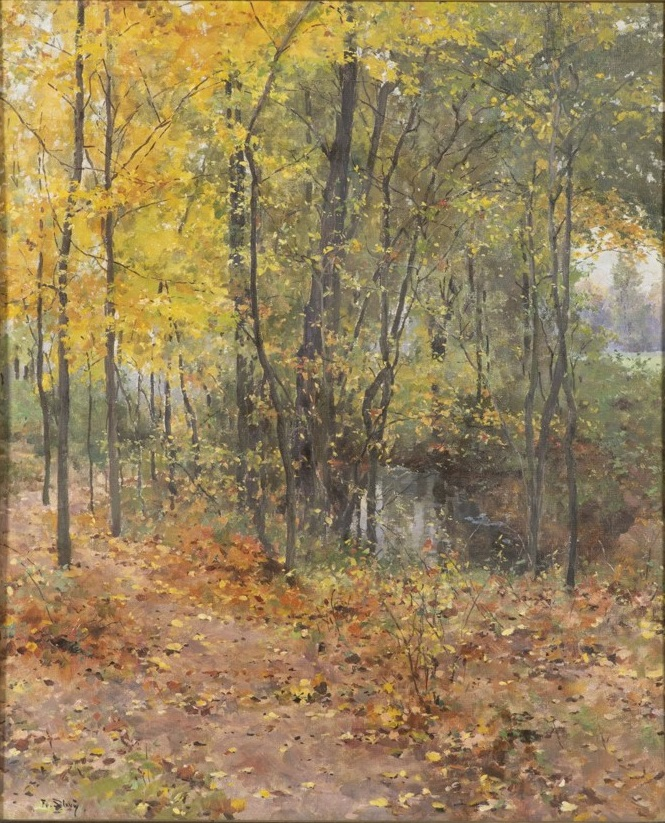
František Slabý Tůně na podzim
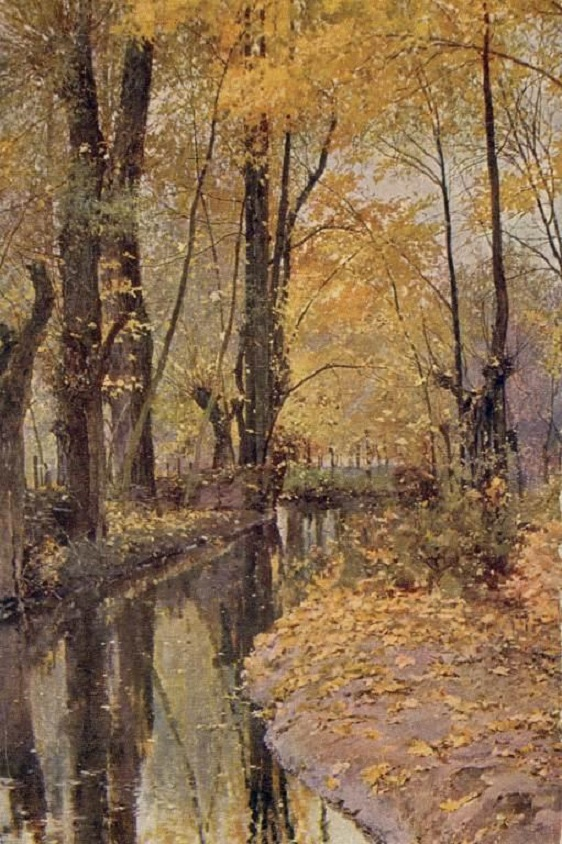
František Slabý Podzim
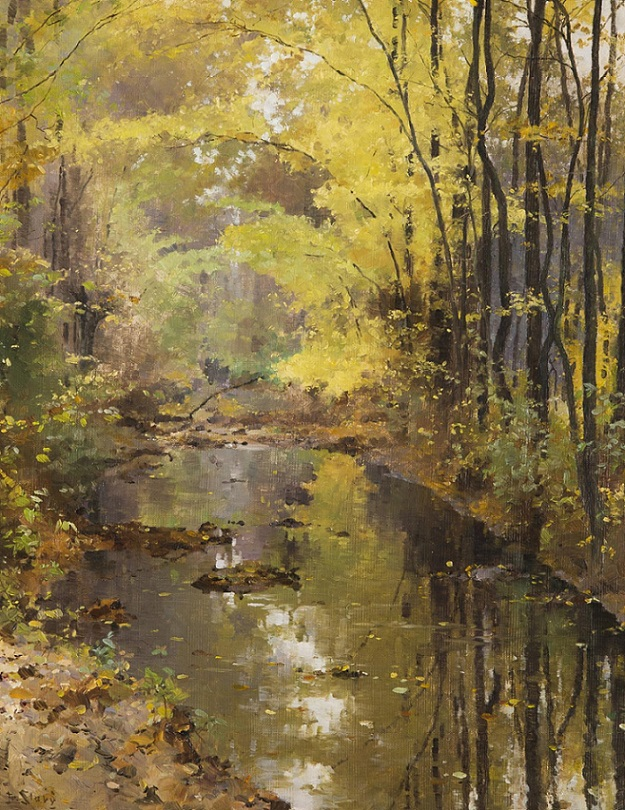
František Slabý Krajina s říčkou
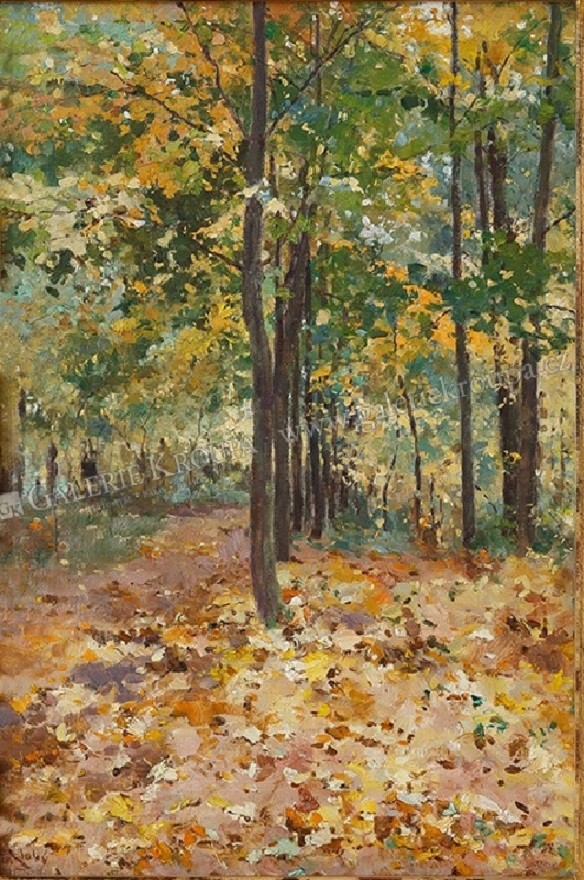
František Slabý Podzim v aleji
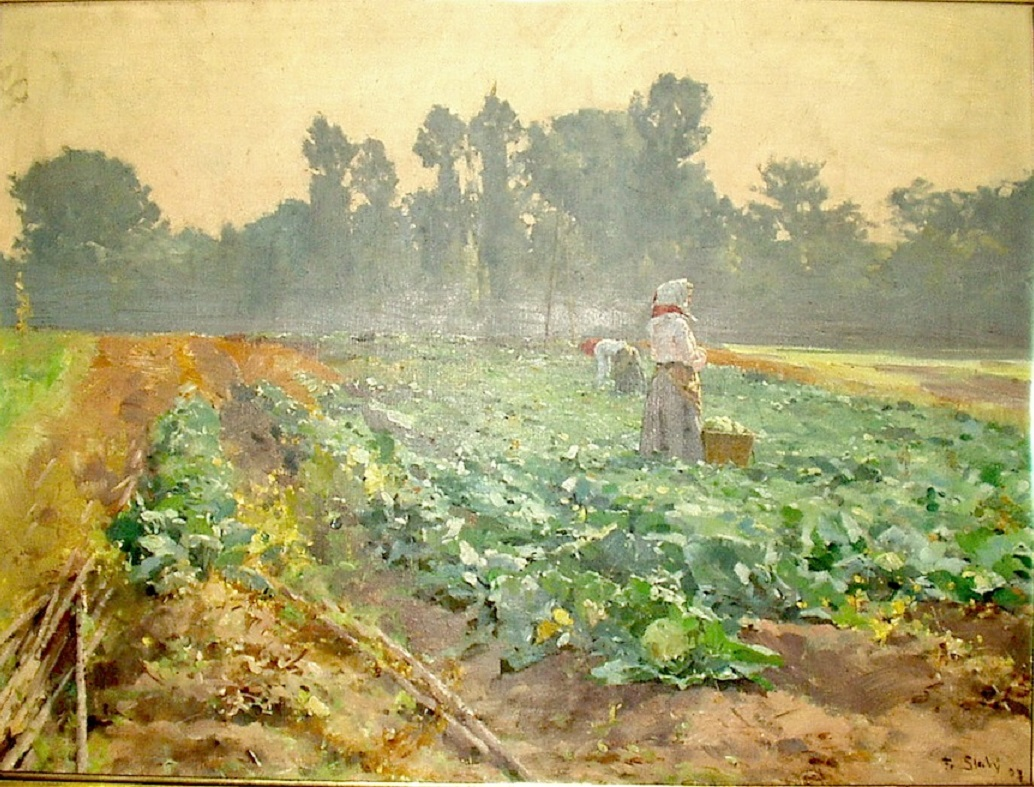
František Slabý Ráno (Na poli) (1907)
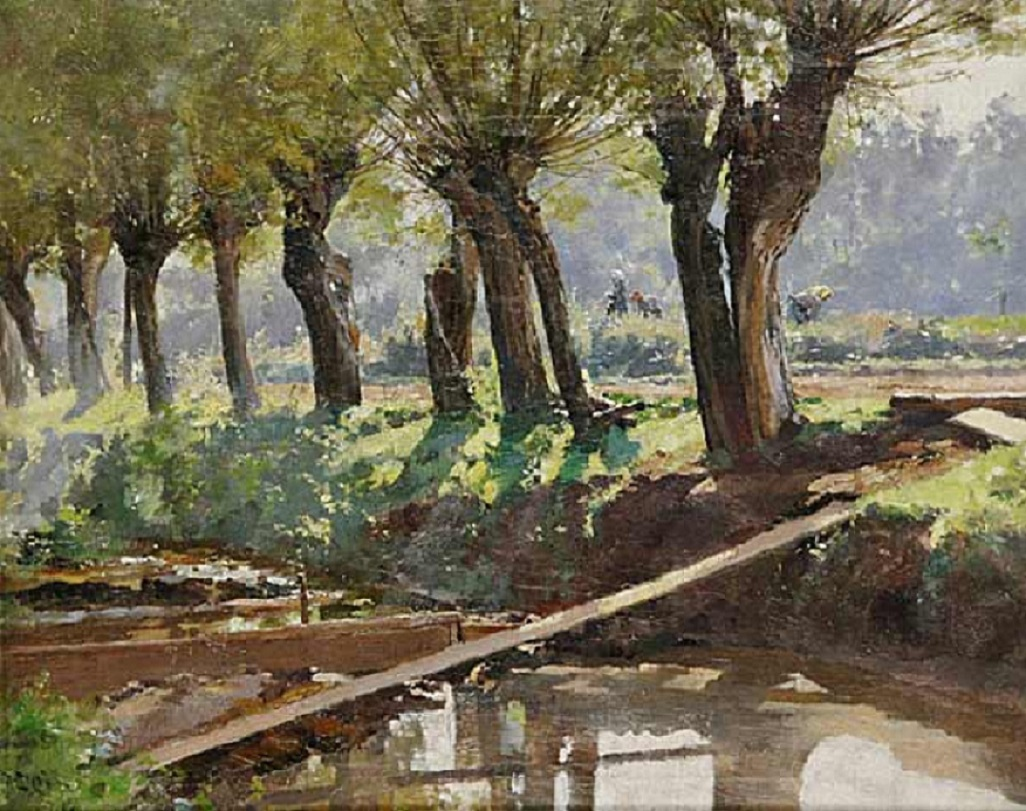
František Slabý Vrby u potoka
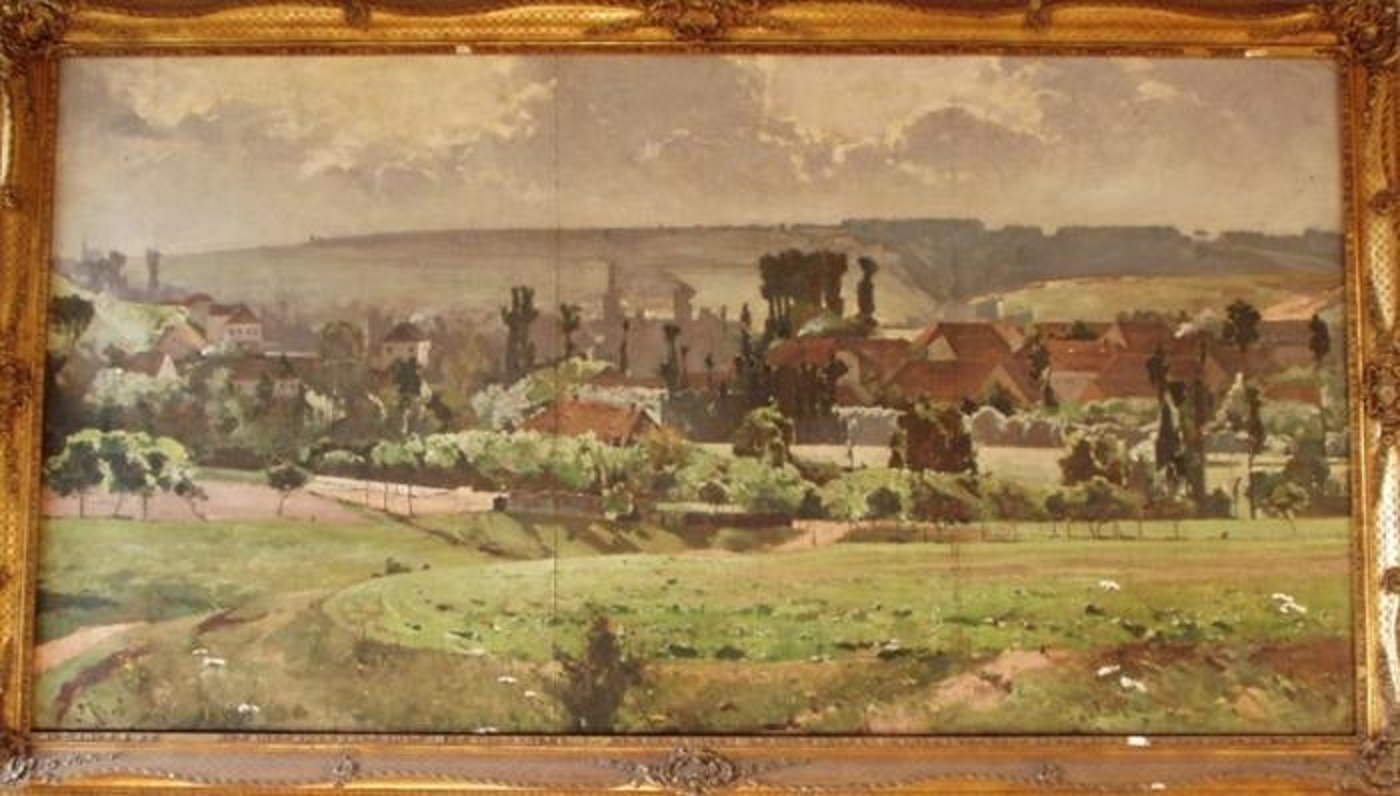
František Slabý Divadelní opona (Sazená) (1908)
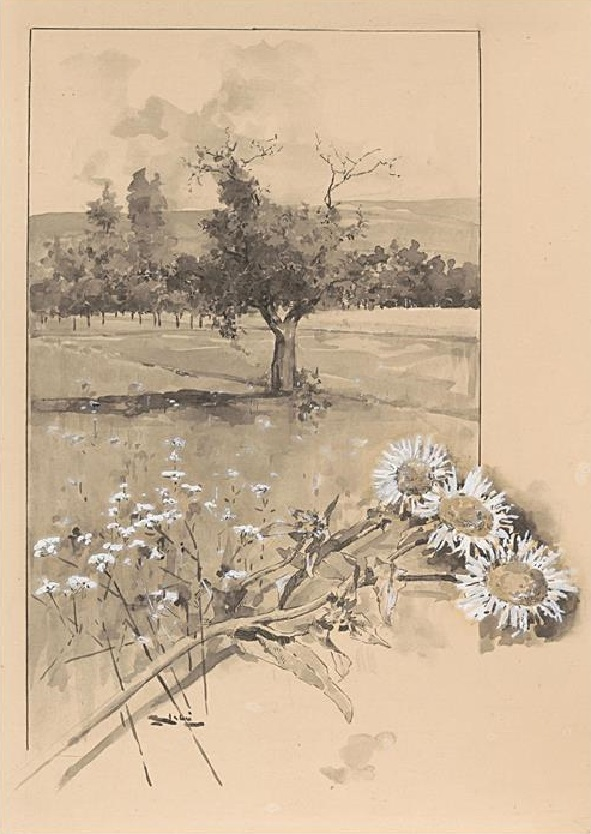
František Slabý Sad (kresba)